# Eutrópia (filha de Constâncio Cloro)
Eutrópia (em latim: Eutropia; m. 350) foi uma nobre romana do século IV, membro da dinastia constantiniana. Era filha do imperador Constâncio Cloro (r. 293–306) e sua segunda esposa Flávia Maximiana Teodora e era meio-irmã de Constantino I (r. 306–337) e Vírio Nepociano. Casou com Vírio Nepociano, cônsul em 336, e teve filho de nome Nepociano. Quando Magnêncio (r. 350–353) se rebelou em 350, seu filho Nepociano manteve Roma por 28 dias, antes de ser derrotado e morto por Marcelino, general de Magnêncio. Parece que Eutrópia foi morta sob ordens de Magnêncio ou, menos provavelmente, por Constâncio II (r. 337–361).